# Hogenkampsweg (Zwolle)

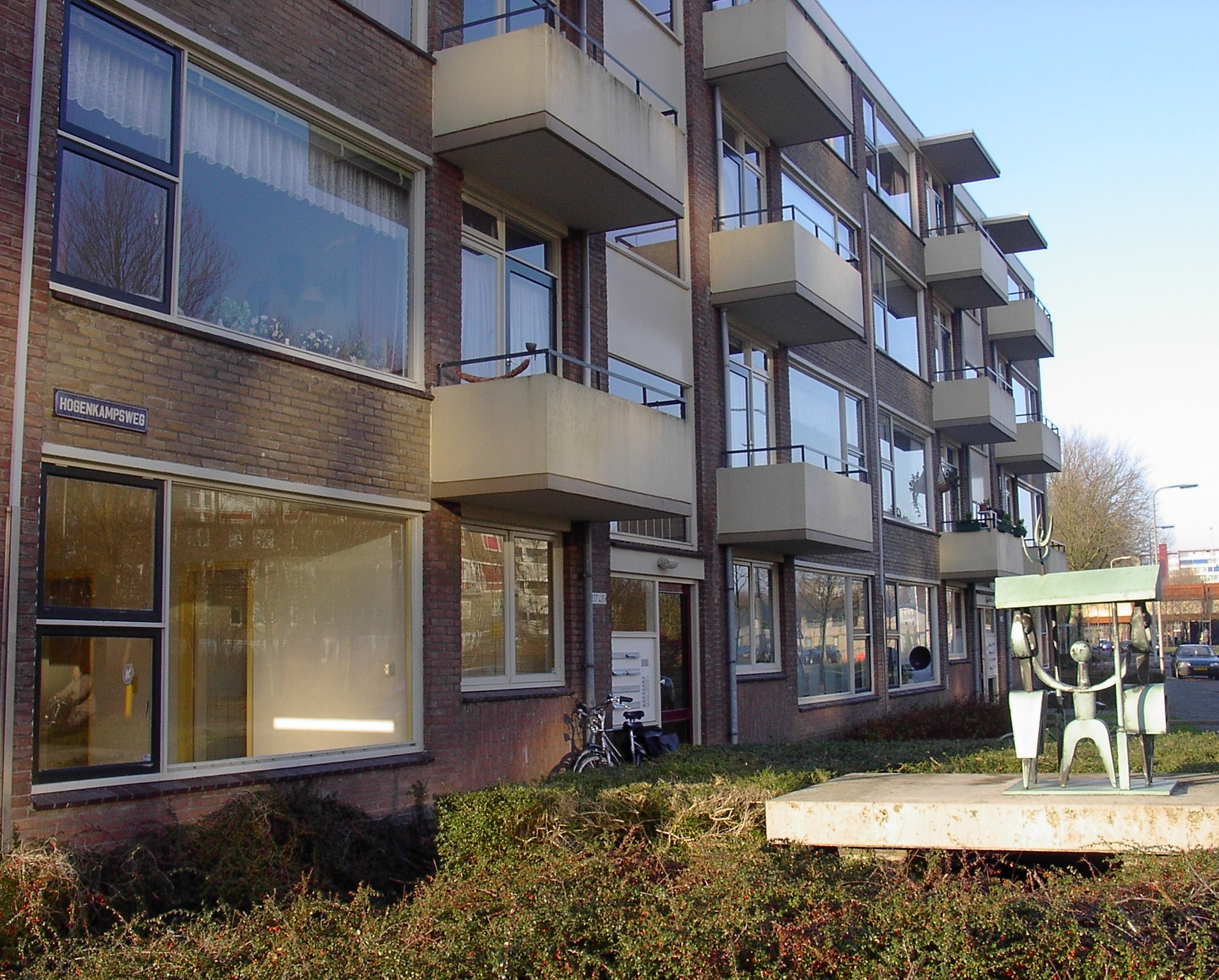
Het balkon linksonder is van de miljoenste naoorlogse woning.
Zie ook het beeld rechtsonder.

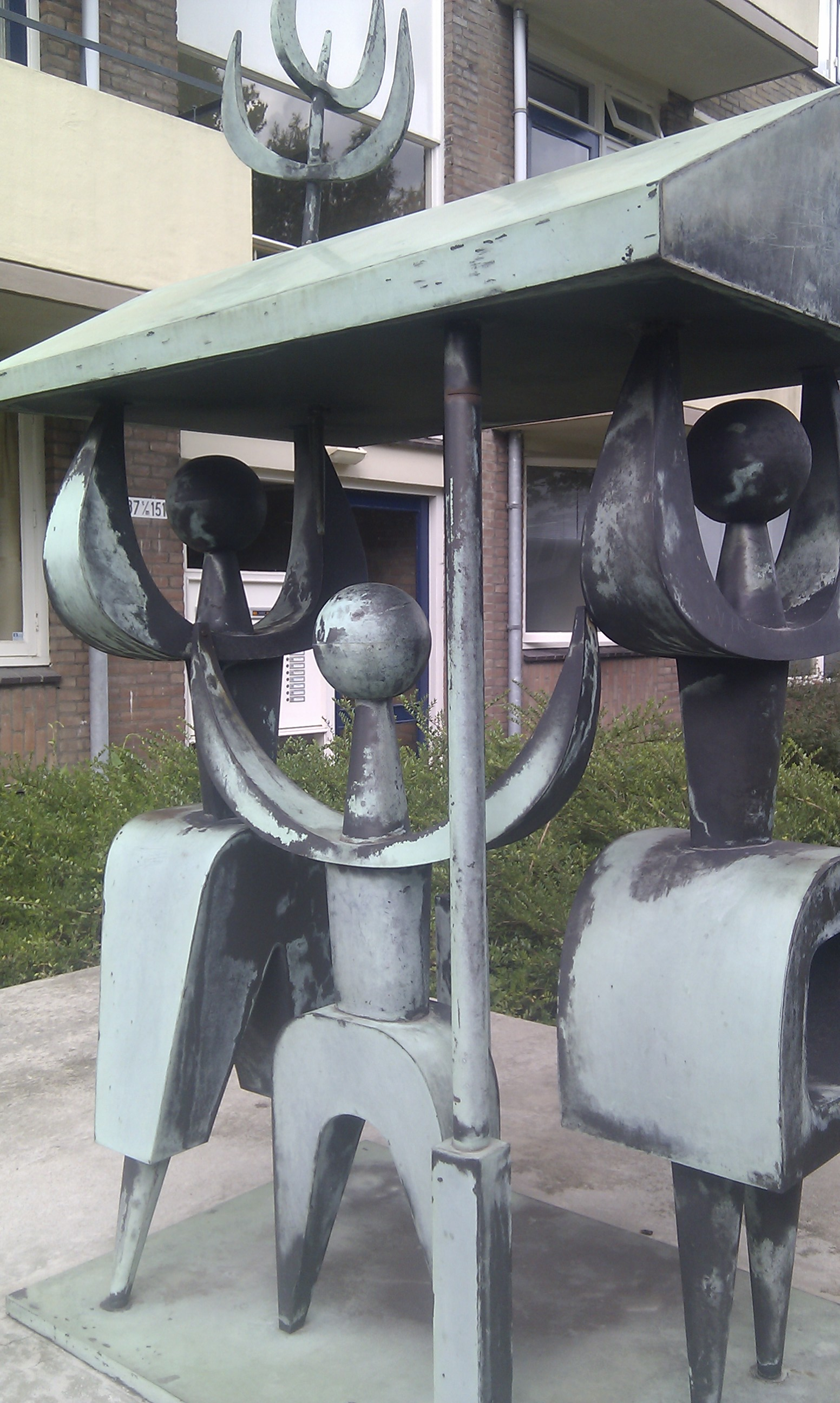
Kunstwerk van Henk Krijger ter ere van de miljoenste naoorlogse woning

De Hogenkampsweg is een straat in de Overijsselse plaats Zwolle.

## Ligging
De straat ligt in de wijk Dieze tussen de Rijnlaan en de Meppelerstraatweg.

## Eerste bewoners
Op de plek waar deze straat ligt, woonden in de 10e eeuw al mensen. Dit is gebleken uit opgravingen ter hoogte van de algemene begraafplaats. In 2003 werden hier resten van een agrarische nederzetting aangetroffen in de vorm van verkleuringen in de aarde, aardewerk en een spinklosje.

## Miljoenste woning
Op 8 november 1962 werd in de straat de miljoenste naoorlogse woning van Nederland opgeleverd, namelijk Hogenkampsweg 139. Dit feit werd gevierd met een optocht van wagens vol bouwmateriaal en gereedschappen. De viering werd bijgewoond door Koningin Juliana, die vanaf het balkon van de woning de stoet aan zich voorbij zag trekken.

Ter gelegenheid hiervan is in het plantsoen voor deze woning het beeld Het Gezin van Henk Krijger geplaatst. Het symboliseert een gezin waarvan de volwassenen het dak boven hun hoofd dragen.

## Trivia
Aan de weg bevinden zich diverse winkels. De tabakswinkel van John en Michèle Kosterman geniet landelijke bekendheid wegens de vele prijzen die zijn gevallen op in deze winkel aangeschafte Staatsloten.